# Pruritische urticarielle Papeln und Plaques der Schwangerschaft
Als Pruritische urticarielle Papeln und Plaques der Schwangerschaft (Abk.: PUPPP von engl. pruritic urticarial papules and plaques of pregnancy) bezeichnet man eine schwangerschaftsassoziierte Dermatose, die bei Erstgebärenden im letzten Schwangerschaftsdrittel auftritt.
Dabei kommt es zu stark juckenden Ausschlägen am Bauch, die in der Regel spontan nach der Niederkunft wieder abheilen. Sie beginnen typischerweise in den Schwangerschaftsstreifen am Bauch und breiten sich dann in manchen Fällen auf andere Bereiche des Körpers aus. Während zu Beginn des Exanthems meist Urtikaria im Vordergrund steht, dominieren im weiteren Verlauf die Papeln und Plaques. Eine Erkrankung mit ähnlichem Hautbild ist das Pemphigoides gestationis. Die Therapie erfolgt symptombezogen, beispielsweise mittels Korticoiden, die Ätiologie ist ungeklärt, die Prognose günstig.